# Passage Tenaille
Le passage Tenaille est une voie du 14e arrondissement de Paris, en France.

## Situation et accès
Orienté globalement est-ouest et parallèle à la rue Liancourt, le passage Tenaille débute au 143, avenue du Maine et se termine au 38, rue Gassendi, face à la rue Charles-Divry.

## Origine du nom

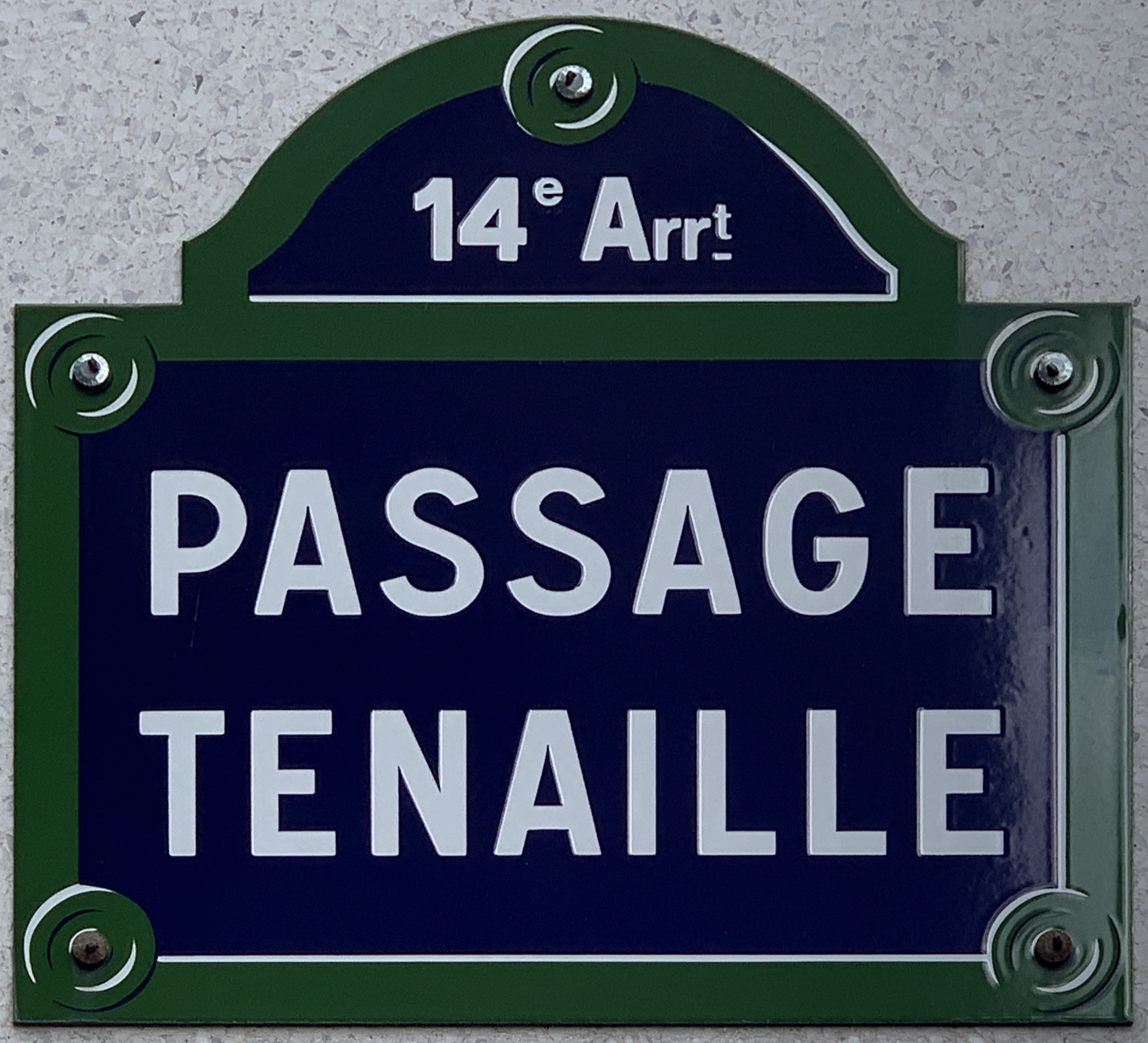
Plaque du passage.

Ce passage porte le nom d'un ancien propriétaire.

## Historique
L'actuel passage Tenaille, ouvert au XIXe siècle sous la dénomination « impasse Tenailles » est une ancienne voie du Petit-Montrouge, territoire de la commune de Montrouge jusqu'à son annexion par Paris, effective en 1860. 
Classé dans la voirie de Paris, le cul-de-sac est transformé en passage vers 1900. Le percement jusqu'à la rue Gassendi s'accompagne de l'établissement d'un escalier de quelques marches, pour atteindre le niveau légèrement plus élevé de cette rue par rapport à celui du passage. Cet obstacle préserve la voie du trafic automobile jusqu'à environ 1995, année vers laquelle est achevé son nivellement et procédé à son ouverture à la circulation des véhicules. Ce qui a eu pour effet de faire de ce coin jusqu'alors pittoresque une « Rue Banale » selon Patrice Maire, collaborateur du journal local La Page du 14e arrondissement.
Presque simultanément, le 22 janvier 1996, le syndicat Force ouvrière (FO) emménage dans ses bureaux tout neufs situés à l'autre extrémité du passage Tenaille, dont l'entrée se fait par le 141, avenue du Maine.
Dans cette même période est également projeté la construction d'une nouvelle bibliothèque municipale, finalement inaugurée en 1999 sous la dénomination « bibliothèque Georges Brassens » dans la rue Gassendi, précisément à l'intersection de celle-ci avec le passage Tenaille.      

## Lieu de mémoire
- Nos 6 à 8 : emplacement, à partir de 1932, de l'atelier ouvert (au no 8) par le peintre-verrier, designer et décorateur Max Ingrand (1908-1969) en collaboration avec la fresquiste Paule Rouquié, sa première femme (épousée en 1931). Max Ingrand gardera cet atelier après leur divorce (1945[5]), en fera une société florissante et y travaillera jusqu'à la fin de sa vie.
Ingrand est considéré comme « l'un des plus grands créateurs du XXe siècle dans le domaine de l'art du verre et de la lumière[6] ». À sa mort, son entreprise, qui avait annexé le no 6 du passage Tenaille[7] où étaient installés les bureaux d'études et où avait eu lieu, en 1962, l'inauguration de l'espace de présentation de la maison « Fontana Arte », éditeurs de luminaires — dont Max Ingrand assumait la direction artistique de 1954 à 1967 — était qualifiée comme « le plus grand atelier du monde en matière de vitraux[8] ».